# Eunice (New Mexico)
Eunice is een plaats (city) in de Amerikaanse staat New Mexico, en valt bestuurlijk gezien onder Lea County.

## Demografie
Bij de volkstelling in 2000 werd het aantal inwoners vastgesteld op 2562.
In 2006 is het aantal inwoners door het United States Census Bureau geschat op 2627, een stijging van 65 (2,5%).

## Geografie
Volgens het United States Census Bureau beslaat de plaats een oppervlakte van
7,6 km², geheel bestaande uit land. Eunice ligt op ongeveer 1040 m boven zeeniveau.

## URENCO USA
In Eunice staat sinds 2010 een uranium verrijkingsfabriek van URENCO. In de fabriek wordt door middel van de ultracentrifugetechniek uranium verrijkt. Sinds medio 2010 is de productie gestart en de capaciteit wordt nog uitgebreid. Per ultimo 2013 was de capaciteit 3200 tSW/per jaar en als de fabriek volledig af is, dan is dit 5700 tSW/per jaar. Dan voorzien de 48 cascades in een kwart van de Amerikaanse behoefte aan verrijkt uranium. Het was voor het eerst sinds 30 jaar dat een fabriek van dit soort werd geopend in de Verenigde Staten. Urenco levert het verrijkt uranium aan 103 Amerikaanse kernreactoren en heeft hiervoor contracten afgesloten met een duur van 10 tot 15 jaar.

## Plaatsen in de nabije omgeving
De onderstaande figuur toont nabijgelegen plaatsen in een straal van 60 km rond Eunice.